# Бросок кобры
«Бросо́к ко́бры» (англ. G.I. Joe: The Rise of Cobra) — американский супергеройский фильм режиссёра Стивена Соммерса в жанре приключенческого боевика, основанный на популярной детской серии игрушек Hasbro «Солдат Джо», а также комиксов и мультфильмов, основанных на этой серии. Сценарий фильма написал Стюарт Битти. Продюсер фильма — Лоренцо ди Бонавентура. Создание фильма началось в феврале 2008 года и происходило главным образом в Дауни (Калифорния) и на пражской студии «Barrandov Studios». В мировом прокате фильм вышел 5 августа, в российский кинопрокат фильм вышел 6 августа 2009 года. Слоган фильма — «Когда остальные сдаются, они идут до конца».

## Сюжет
XVII век, разгар англо-французской войны. Французская инквизиция ловит беглого шотландского оружейника Джеймса Маккаллена I, так как он, несмотря на лояльность французской короне, продавал оружие и британцам. На дознании Джеймс заявляет, что его род будет продолжать торговать оружием между крупнейшими государствами Земли, до тех пор, пока это не приведёт династию Маккалленов к мировому господству. Инквизиция приводит в действие приговор, надевая на Джеймса раскалённую железную маску.
Наше время. Джеймс Маккаллен XXIV (Кристофер Экклстон), потомок Маккаллена I и владелец оружейной корпорации «Mars Industries», на собрании НАТО демонстрирует новое оружие массового поражения — наномитные боеголовки, заправленные физраствором с мириадами наномитов (микроскопических роботов), способных разложить любой материал, содержащий металл. Так как это оружие было разработано на спонсорские деньги по заказу НАТО, Маккаллен официально обязуется передать их своим нанимателям.
На фабрике по производству оружия в Кыргызстане наномитные боеголовки передают отряду морской пехоты под командованием Конрада «Дьюка» Хаузера (Ченнинг Татум) и Уоллеса «Рипкорд» Вимса (Марлон Уэйанс), которые должны доставить их в условную точку для передачи. По дороге Рипкорд говорит Дьюку, что это задание станет для него последним, так как он уже подал запрос на перевод в ВВС, но Дьюк не воспринимает слова друга всерьёз.
По прибытии к месту назначения отряд попадает в засаду неизвестного противника, вооружённого по последнему слову техники. Отряд нападавших возглавляет наёмница по прозвищу «Баронесса», в которой Дьюк узнаёт свою прежнюю возлюбленную — Анну Льюис. В ходе атаки почти весь отряд, кроме Дьюка и Рипкорда, гибнет, но на помощь к ним поспевает ещё неизвестный отряд, которые убивают всех нападавших, кроме Баронессы, и не дают им похитить боеголовки. Баронесса вынуждена отступить с пустыми руками, а прибывшие «спасители» требуют морпехов передать боеголовки им. Дьюк и Рипкорд отказываются, мотивируя это тем, что они подписались защищать это оружие до конца. Не желая распалять конфликт, отряд знакомит их со своим лидером — генерал Клейтоном Абернати, который, как оказалось, знаком с Дьюком: он приглашал его в свой отряд 4 года назад, но Дьюк тогда отказался. Генерал предлагает морпехам транспорт до своего штаба, где боеголовки будут в безопасности. Нехотя, Дьюк соглашается.
Как оказалось, генерал Хок и его бойцы, представившиеся как отряд G.I. Joe, были сформированы как международное подразделение под негласным руководством НАТО, и их штаб — «Берлога» — находится в Египте. По пути туда Дьюк и Рипкорд знакомятся с некоторыми его членами — молчаливым ниндзя Снейк Айзом (Рэй Парк), афро-британским строевым инструктором Хэви Дюти (Адевале Акиннуойе-Агбадже), марокканским хакером Брейкером (Саид Тагмауи) и Скарлет (Рэйчел Николс) — дочерью одного из основателей отряда. Прибыв на базу, Дьюк передаёт боеголовки генералу. Тот связывается с Маккалленом и сообщает, что, несмотря на нападение, боеголовки уцелели и находятся в безопасности. Однако Дьюк упрекает Маккаллена в утечке информации, из-за которой погиб его прежний отряд.
Как оказалось, Маккаллен изначально собирался использовать боеголовки в личных целях, из-за чего подстроил нападение на конвой. Прибывшую с отчётом Баронессу он упрекает в неудаче, но вскоре прощает её, давая ей шанс вернуть боеголовки: хитростью он заставил генерала выдать их местонахождение. Маккаллен велит Баронессе, а также двум другим своим сподручным — опальному синоби Стормшэдоу (Ли Бён Хон) и шпиону Зартану (Арнольд Вослу) готовиться к операции. Прибыв на подводную базу «Mars Industries», Маккаллен встречается со своим главным учёным, известным просто как «Доктор» (Джозеф Гордон-Левитт), который демонстрирует ему результаты своих экспериментов — «неогадюк», людей после введения им в кровь огромного количества наномитов. Маккаллен приказывает Доктору передать этих суперсолдат в распоряжение своих агентов.
Воспользовавшись уловкой Дьюка, он вместе с Рипкордом на первоначальной основе попадает в отряд G.I. Joe, где они оба проходят огневую подготовку. Через какое-то время на «Берлогу» нападают Баронесса, Стормшэдоу и Зартан в сопровождении взвода неогадюк. Многие бойцы G.I. Joe погибают в ходе атаки, генерал Хоук тяжело ранен, а подручные Маккаллена, несмотря на убийство всех неогадюк, сумели похитить боеголовки.
После нападения Брейкер смог вычислить альтер эго Баронессы: как оказалось, она теперь живёт под именем Анастасия Декобрэй, и она — жена Адама Декобрэй, французского метафизика, работающего с ускорителем частиц. Отряд понимает, что всё это время боеголовки пытался похитить Маккаллен, и теперь он хочет использовать ускоритель супруга Баронессы для предактивации боеголовок: в таком случае они станут опасны для окружающих при детонации. Команда G.I. Joe вылетает в Париж.
Баронесса и Стормшэдоу добираются до лаборатории первыми и угрозами заставляют зарядить все боеголовки. На выходе из лаборатории на них нападают подоспевшая команда G.I. Joe. Завязывается погоня через весь город, в ходе которой автомобиль Баронессы переворачивается, но она и Стормшэдоу выживают. Брейкер сообщает преследующим их Дьюку и Рипкорду, что те, скорей всего, хотят ударить одной из ракет по Эйфелевой башне — тогда будет запущена реакция, которая может уничтожить весь город. Дьюк преследует Баронессу, у которой при себе кейс с остальными боеголовками и устройство их деактивации. Рипкорд преследует Стормшэдоу, у которого при себе лишь одна ракета, но уже готовая к запуску. Однако Рип не успевает поймать его — Стормшэдоу выстрелил по башне. Прежде чем наномиты охватили бы весь город, Дьюк в отчаянной попытке забирается на борт С. В. В. П., прибывшего за Баронессой, и устройством самоликвидации отключает наномитов, однако, его самого берут в плен, а Эйфелева башня обрушивается, вызывая множество жертв. Стормшэдоу сбегает, а Брэйкер, используя труп одного из его сподручных, выясняет, что тайная база Маккаллена находится под арктическими льдами. После этого его, Рипкорда, Скарлет и Хэви Дьюти арестовывает французский спецназ по обвинению в терроризме, но генерал Хок забирает их, при условии что никто и никогда из их отряда не вернутся во Францию. Генерал приказывает команде вернуться на базу, но не упоминает каким именно путём, иными словами давая добро на спецоперацию.
Прибыв в Арктику, Дьюк неудачно пытается сбежать вместе с оставшимися боеголовками, но это была лишь уловка — он смог вновь включить следящий маяк кейса. Маккаллен даёт своим подчинённым команду готовить боеголовки к запуску в баллистических ракетах для удара по Пекину, Москве и Вашингтону, а Дьюка отдаёт Доктору на опыты. В разговоре с ним, Дьюк понимает, что Доктор — это на самом деле Рекс, брат Анны, который из-за ошибки Дьюка якобы погиб 4 года назад в Африке. Рекс рассказывает Дьюку, что в том бункере, куда он его отправил, он встретил доктора Майндбендера, который тестировал нанитов на людях. Рекс пережил авиаудар по тому бункеру, хотя и был изуродован взрывом и вынужден носить респиратор. Попав на службу к Маккаллену, Рекс похитил Анну и с помощью нанитов промыл ей мозги: всё это время она была под его контролем и осознавала, что делает, хотя и была вынуждена подчиняться заданной программе.
Тем временем G.I. Joe начинают атаку на арктическую базу «Mars Industries»: пока весь личный состав под командованием Хэви Дьюти, пилотируя мини-субмарины, нападает на флот Маккаллена, Снейкайз, Скарлетт, Брейкер и Рипкорд штурмуют поверхностный вход на базу. Во время старта ракет, Снэйк успевает сбить ту, что направлена на Пекин. Рипкорд бросается в погоню за остальными ракетами, угнав «Night Raven» — экспериментальный истребитель-перехватчик.
Преодолев гипноз, Анна приходит в себя и спасает Дьюка от Рекса, но тот успевает с помощью пульта «отключить» сестру. В операционную врывается сам Маккаллен и пытается убить Дьюка газовой горелкой, но тот отражает поток пламени на самого Маккаллена с помощью пистолета Анны. Рекс бросает пульт и спасается бегством, прихватив с собой изувеченного Маккаллена. Дьюк приводит Анну в чувства, и они оба преследуют Рекса.
Атака подводных частей G.I. Joe осложняется из-за импульсной пушки, приведённой в действие защитниками базы. Снэйк Айз прорывается в башню управления пушкой и выводит её из строя, но на него самого нападает Стормшэдоу, с которым у Снэйка идёт давняя вражда. Оба синоби сражаются в орудийной шахте, до тех пор, пока Снэйк не ранит Шэдоу, и тот замертво падает в арктические воды.
Спасаясь вместе с Маккалленом, Рекс угоняет его личную подлодку, откуда отдаёт приказ подорвать поверхностные надстройки базы: арктические льды обрушиваются на базу и уничтожают её. G.I. Joe спешно отступают. Дьюк и Анна преследуют Рекса на минисубмарине. Тем временем Рипкорд успевает сбить ракету, летящую к Москве, но опаздывает с Вашингтонской боеголовкой. Чтобы спасти город, Рип таранит её и выносит нанитов в стратосферу, в последний момент катапультировавшись.
Пока подлодка выходит из зоны боевых действий, Рекс делает Маккаллену инъекцию экспериментальных нанитов, которые его «лечат», но при этом уродуют: голова Маккаллена теперь напоминает железную маску, которую когда-то надели на его предка. Рекс захватывает власть над остатками личной армии Маккаллена (теперь уже Дестро) и его организации, переименовывая её в Кобру, а себя провозглашает Командиром. Однако их обоих вскоре арестовывают G.I. Joe.
После инцидента подразделение G.I. Joe было реабилитировано, а Дьюк и Рипкорд вступают в него уже на постоянной основе. Через какое-то время Дьюк навещает Анну в тюрьме, где из неё пытаются извлечь наномитов, и просит у неё прощения за то, что он бросил её и обещает ей после извлечения наномитов воссоединиться.
В последних кадрах показывают президента США (Джонатан Прайс), который возвращается из бомбоубежища «Mars Industries» в свой личный кабинет. Однако по его поведению можно понять, что это на самом деле Зартан, которому Рекс с помощью нанитов передал внешность президента.

## В ролях

### Джи-Ай Джо (G.I.Joe)
- Ченнинг Татум — Дьюк (Конрад Хаузер): Лоренцо ди Бонавентура хотел пригласить на эту роль Марка Уолберга[5], в то время как студия вела переговоры с Сэмом Уортингтоном[6]. Татум играл солдата в антивоенном фильме «Война по принуждению» и поначалу не испытывал никакого желания играть в «Броске кобры», в котором он усматривал прославление войны. Но когда он прочитал сценарий, то понял, что «Бросок кобры» — это скорее фантазия наподобие «Людей Икс», «Миссия невыполнима» и «Звёздных войн», нежели военный фильм[7].
- Марлон Уэйанс — Рипкорд (Уоллес Вимс): без памяти влюбляется в Скарлет[8]. Уэйанс, фанат «Джи-Ай Джо», был приглашён на роль после своего успеха в фильме «Реквием по мечте»[9]. Бонавентура в связи с этим сказал, что этот фильм показал, что Уэйанс может быть настолько же серьёзным, насколько и смешным[8].
- Рэйчел Николс — Скарлетт (Шейна М. О’Хара) — квалифицированный специалист по боевым искусствам и контрразведке. Окончила колледж в двенадцать лет, и поэтому недопонимает влечения к ней мужчин. Николс была первой, кого выбрали для этой роли[8].
- Рэй Парк — Снейк Айз: немой (давший обет молчания) ниндзя. Как и его персонаж, Парк — эксперт по боевым искусствам и специально для этой роли занимался ушу, а также изучал позы, которые этот персонаж принимает в комиксах[10].
- Адевале Акиннуойе-Агбадже — Хэви Дьюти (Хершел Далтон).
- Деннис Куэйд — Генерал Хок (Генерал Клейтон Абернати): главный в команде. Куэйд описал Ястреба как «помесь Чака Йегера с Сержантом Роком и, может быть, наивным Хью Хефнером»[11]. Сын Куэйда упросил его поучаствовать в съёмках, и создателям фильма так понравилось работать с ним, что Стюарт Битти написал «ещё десять-пятнадцать» сцен для его персонажа.[8] В течение первых двух месяцев создания фильма он снимал все сцены с его участием[12]. Куэйд уже утверждён в качестве исполнителя роли Ястреба в следующих двух продолжениях[13].
- Саид Тагмауи — Брейкер (Абель Шаз).
- Каролина Куркова — Красотка (Кортни Крейгер)[14].
- Брендан Фрэйзер — Сержант Стоун (Джеффри Стоун IV): предполагалось, что актёр сыграет комичную роль, но позже сообщили, что он будет играть Сержанта Стоуна.

### Кобра
- Сиенна Миллер — Баронесса (Анна Льюис / Анастасия Декобрэй): шпионка и сестра Командира Кобры. За 4 года до происходящих событий Баронесса собиралась выйти замуж за Дюка, но он оставил её из-за его вины в мнимой смерти её брата Рекса Льюиса.
- Кристофер Экклстон — Дестро (Джеймс Маккаллен XXIV)
- Ли Бён Хон — Сторм Шэдоу (Томас Арашикаге)
- Джозеф Гордон-Левитт — Командир Кобры (Рекс Льюис / Доктор)
- Арнольд Вослу — Зартан

## Критика
Paramount решила не показывать фильм печатным критикам перед его выпуском и хотела сосредоточиться на интернет-критиках. На Rotten Tomatoes фильм имеет рейтинг одобрения 33% на основе 171 рецензии со средней оценкой 4,60/10. Консенсус критиков веб-сайта гласит: «В то время как поклонники франшизы игрушек Hasbro могут упиваться ностальгией, Бросок кобры в значительной степени является мультяшным, чрезмерным экшн-фестивалем, продвигаемым глупым письмом, непоследовательными визуальными эффектами, и просто сносные выступления». На Metacritic фильм получил средневзвешенную оценку 32 из 100, основанную на 25 критиках, что указывает на «в целом неблагоприятные отзывы». Зрители, опрошенные CinemaScore, поставили фильму среднюю оценку «B+» по шкале от A+ до F.
Одна из многочисленных жалоб фанатов заключалась в том, что фильм не имеет отношения к франшизе Бросок кобры. G4tv.com заявил, что «[студия] действительно изо всех сил старалась разрушить мифы о Джо Джо в пользу производных устройств сюжетной линии». Они процитировали баронессу, которая из восточноевропейского дворянина в комиксах превратилась в бывшую девушку герцога с промытыми мозгами в фильме.
Дэн Джолин из журнала Empire прокомментировал, что это был «Бонд без стиля и Team America без смеха». Обозреватель Daily Telegraph сказал: «В этой безрадостной мерзости повсюду распространяется грязь». Джеймс Берардинелли сказал, что персонажи были «такими же пластичными, как игрушки, которые их вдохновили», и считал Татума «деревянным» и что его персонаж «более оживлялся в эпизодах, когда он визуализировался с помощью спецэффектов, чем когда его изображал Татум». Роджер Эберт описал, что «никогда нет ясного смысла в действии того, где что-либо находится по отношению к чему-либо еще». Чак Уилсон из The Village Voice раскритиковал диалог и охарактеризовал подводную битву как «абсурдно преувеличенную, на мгновение отвлекающую, а затем мгновенно забываемую». Манола Даргис из The New York Times сочла сюжет «одновременно элементарным и непонятным», а Питер Трэверс из Rolling Stone подумал, что, несмотря на высокий бюджет, спецэффекты «выглядят ужасно дрянными; Эйфелева башня, кажется, разрушена какой-то зеленой слизью, оставшейся от фильмов Охотники за привидениями». Рецензенты также раскритиковали фильм за научную невозможность потопить океанский лед.
Мэтью Лейланд из Total Film назвал его «одноразовым взрывом твердого, глупого веселья» и дал ему три звезды из пяти, особенно высоко оценив игру Джозефа Гордона-Левитта в роли коварного командира кобры. Сестринское издание SFX назвало фильм «тупым и вялым, с множеством ухабистых фрагментов» и что «Бросок кобры обладает подлинным обаянием клиффхэнгера, особенно когда последний акт превращается в целую череду поворотов сюжета. Концовка кричит „Продолжение следует“; мы могли бы сделать и хуже.», наконец, присудив оценку трех звезд из пяти. Кристофер Монфетт из IGN также дал положительную оценку фильму, сказав:«Это взрослая интерпретация детского феномена, и если вы готовы попробовать, можно предположить, что вы достаточно развлечетесь, чтобы выложиться по полной: «Эй, Джо!» Он поствил фильму три с половиной звезды из пяти. Бетси Шарки из Los Angeles Times раскритиковала чрезмерные воспоминания, но похвалила боевые сцены и дизайн и сочла, что Марлон Уэйанс «крадет шоу». Дэн Койс из Washington Post, описывая его как «самый громкий, самый яркий, самый глупый и самый длинный блокбастер за лето, полное длинных, глупых, ярких, громких блокбастеров», считает, что он «настолько отполирован и интересен, насколько разжигает войну реклама игрушек».
Актеры Экклстон, Татум и Миллер критиковали фильм за годы, прошедшие после его выхода. Экклстон заявил: «Работать над чем-то вроде Броска кобры было ужасно. Я просто хотел перерезать себе горло каждый день», и признал, что сожалеет о том, что взял на себя эту роль в первую очередь из-за финансового вознаграждения. Татум в интервью Говарду Стерну сказал, что ненавидит этот фильм, рассказав, что его подтолкнули к созданию фильма, чтобы выполнить контракт на три картины, который он подписал с Paramount. «Сценарий был не очень хорош», — сказал Татум, но выразил облегчение, что могло быть и хуже. Миллер в интервью Forbes заявила: «Мне очень жаль», — сказала она, как только я упомянул, что видел не только первый фильм, но и сопутствующую часть. «Вы видели их обоих? Подождите, был второй? Ну, они меня не вернули». «Есть роли в таких вещах, которые были бы забавными, и вещах, которые, я думаю, понравились бы моему ребенку. Мне просто еще не предлагали это. Я был бы открыт для этого. знаю, чего я не могу сделать, — размышляла она. «Мне не следовало играть злодея в комиксах, потому что я не такой уж злодей, или высокий, или сильный. Я, конечно, внутренне, но я не мог выстрелить, не моргнув. физически угрожающее присутствие. Все это было чем-то вроде катастрофы от начала до конца».

## Маркетинг
Актёров фильма отсканировали для линии игрушечных фигурок компании Hasbro. Компания Electronic Arts разрабатывает компьютерную игру по мотивам фильма. IDW Publishing выпустит приквел в четырёх частях, написанный Чаком Диксоном. Каждая часть будет посвящена Дюку, Дестро, Баронессе и Змееглазому.

## Награды и номинации
Золотая малина (2010)
- Худшая женская роль второго плана (Сиенна Миллер)

А также номинации:
- Худший фильм
- Худшая мужская роль второго плана (Марлон Уэйанс)
- Худший режиссёр (Стивен Соммерс)
- Худший сценарий
- Худший приквел, сиквел, ремейк или плагиат

MTV Movie Awards 2010
Номинация:
- Звезда, которая уделала всех (Ченнинг Татум)

Teen Choice Awards 2010
- Лучший актёр в жанре «экшн» (Ченнинг Татум)

А также номинации:
- Лучший фильм в жанре «экшн»
- Лучшая актриса в жанре «экшн» (Сиенна Миллер)
- Лучший злодей (Джозеф Гордон-Левитт)